# Empresas Polar
Empresas Polar – wenezuelski konglomerat, działający m.in. w branży spożywczej, producent piwa, napojów i przekąsek.
Przedsiębiorstwo, wywodzące się od założonego w 1941 roku browaru, jest drugą co do wielkości firmą w Wenezueli (po państwowym przedsiębiorstwie naftowym Petróleos de Venezuela), a największą firmą prywatną.
Od 1960 roku wśród produktów Empresas Polar znajduje się mąka kukurydziana pod marką Harina P.A.N., główny składnik popularnych wenezuelskich tortilli arepa. Przedsiębiorstwo produkuje i sprzedaje także margaryny, majonezy, olej spożywczy, a także lody. Empresas Polar jest także dystrybutorem na rynku wenezuelskim amerykańskich marek, takich jak Pepsi czy Quaker Oats.
Prezydenci Hugo Chávez oraz Nicolás Maduro niechętnie odnosili się do przedsiębiorstwa oraz jego prezesa Lorenzo Mendozy. Mendoza był oskarżany przez Maduro o gromadzenie żywności w celu prowadzenia „wojny ekonomicznej”.
Państwowa kontrola nad obrotem walutą i importem surowców powodowała też kłopoty w Empresas Polar. W 2016, ze względu na brak jęczmienia na rynku, przedsiębiorstwo było zmuszone wstrzymać produkcję w dwóch z czterech wytwórni piwa.

## Źródła
- Empresas Polar: a symbol of resistance amid Venezuela crisis, Financial Times, 17 marca 2017.